# Pachora
Pachora è una città dell'India di 45.347 abitanti, situata nel distretto di Jalgaon, nello stato federato del Maharashtra. In base al numero di abitanti la città rientra nella classe III (da 20.000 a 49.999 persone).

## Geografia fisica
La città è situata a 20° 40' 0 N e 75° 20' 60 E e ha un'altitudine di 260 m s.l.m.

## Società

### Evoluzione demografica
Al censimento del 2001 la popolazione di Pachora assommava a 45.347 persone, delle quali 23.507 maschi e 21.840 femmine. I bambini di età inferiore o uguale ai sei anni assommavano a 5.818, dei quali 3.093 maschi e 2.725 femmine. Infine, coloro che erano in grado di saper almeno leggere e scrivere erano 31.205, dei quali 17.878 maschi e 13.327 femmine.